# Catopyrops hyperpseustis
Catopyrops hyperpseustis är en fjärilsart som beskrevs av Lambertus Johannes Toxopeus 1929. Catopyrops hyperpseustis ingår i släktet Catopyrops och familjen juvelvingar. Inga underarter finns listade i Catalogue of Life.